# Bahnhof Aschdod – ʿAd Halom
Der Bahnhof Aschdod – ʿAd Halom (hebräisch תַּחֲנַת הָרַכֶּבֶת אַשְׁדּוֹד – עַד הֲלוֹם Tachanat haRakkevet Aschdod – ʿAd Halom, arabisch محطة قطار أشدود – عاد هلوم, DMG Maḥaṭat qiṭār Ašdūd – ʿĀd Halūm) ist ein Bahnhof der Rakkevet Israel (RI) für Passagiere an der Sinai-Bahn in Aschdod, der seit 1952 nach der Ortslage ʿAd Halom benannt ist, die am östlichen Stadtrand Aschdods liegt. Die Station eröffnete im November 1917 als militärischer Halt der Palestine Military Railways (PMR), die seinerzeit den Bau der Bahn von der Halbinsel Sinai in Richtung Lod vorantrieben. Deren Nachfolger, die zivilen Palestine Railways (PR), eröffneten 1920 den fahrplanmäßigen Bahnbetrieb, wozu sie den Halt nach dem benachbarten Dorf Isdud (arabisch إسدود), heute eine Wüstung, benannten. Arabisch Isdud und hebräisch Aschdod sind in diesen beiden Sprachen die Exonyme für den einst hier bestehenden philistäischen Stadtstaat 𐤀𐤔𐤃𐤃 Ašdūd. Die RI übernahm den Bahnhof im Oktober 1948, doch den Bahnbetrieb nahm sie erst 1950 wieder auf. Der Bahnhof ist wichtigster Verkehrsknoten des öffentlichen Personenverkehrs im Mischor Pleschet (Tiefland Philistäas), rangierte 2019 in puncto Passagierzahl auf Platz 8 der damals 68 Bahnhöfe des Landes und soll laut Israels strategischer Bahnplanung des Verkehrsministeriums bis 2040 zentraler Umsteigepunkt der Schnellbahnen im Unterbezirk Aschqelon werden.

## Lage
Die Station liegt in ʿAd Halom, eine Ortslage Aschdods am Mittelmeer, im küstennahen Tiefland Mischor Pleschet (מִישׁוֹר פְלֶשֶׁת ‚Tiefland Philistäas‘). Der Bahnhof liegt an der Sinai-Bahn, zu der hier 100 Meter östlich parallel die Autobahn Kvisch  (כְּבִישׁ אַרְצִי רָאשִׁי 4 Kvīsch Arzī Roschī , deutsch ‚Haupt-Landesfernstraße 4‘) verläuft, beide folgen der Trasse der historischen Handels- und Heerstraße Via Maris, die am westlichen Vorplatz des Bahnhofs passierte. Ihr alter Verlauf nordwärts war die Straßenverbindung in die Stadt. Westlich vorm Bahnhof erheben sich Kämme aus Kurkar (כּוּרְכָּר Kūrkar, arabisch كركار, DMG Kurkār; eine an Israels Küstenstreifen verbreitete Art kalkhaltigen Tuffs), dahinter Aschdods haDjunah haGdolah (hebräisch הַדְּיוּנָה הַגְּדוֹלָה ‚die Große Düne‘).:136
Der Bahnhof liegt gut zwei Kilometer Wegs nördlich der Wüstung Tel Aschdod, auf dem sich Ruinen des Dorfes Isdud finden, dem der Bahnhof bei Anlage 1917 räumlich und namentlich zugeordnet war,:31 jetzt aber südöstlich außerhalb der Stadtgrenze Aschdods liegt. Mit Bau der Anschlussstelle ʿAd Halom (hebräisch מֶחְלַף עַד הֲלוֹם Mechlaf ʿAd Halōm) zur Autobahn Kvisch  entstand bis 2008 in Folge moderner Verkehrsführung eine neue 1.200 Meter lange Zufahrt, davon die 450 Meter lange Derech haRakkevet (hebräisch דֶּרֶךְ הָרַכֶּבֶת) gerade auf den Bahnhof zu. An der nordwestlichen Seite des Platzes eröffnete 2015 das Modezentrum BIG Fashion Aschdod (hebräisch בִּיג פָאשְׁן אַשְׁדּוֹד).:53 Bis 2040 sollen zwei Schnellbahnlinien in die nord- bzw. südöstliche Umgebung den Bahnhof erreichen, um den Umstieg zur Sinai-Bahn zu ermöglichen.

## Geschichte
Nach der Schlacht von Birüssebi (Beʾer Scheva) im Ersten Weltkrieg verfolgte für die Triple Entente die Egyptian Expeditionary Force (EEF) unter Edmund Allenby an der Palästinafront zehn Tage lang die sich zurückziehenden Streitkräfte der Mittelmächte durchs Tiefland Philistäas, bis berittene Australian and New Zealand Army Corps (ANZAC) unter Edward Chaytor am 10. November 1917 die Gegend des heutigen ʿAd Haloms mit dem Dschisr Isdud über den Nachal Lachisch erreichten. Um die vorrückenden Truppen logistisch zu unterstützen, errichteten zwangsrekrutierte ägyptische Zivilisten des Egyptian Labour Corps (ELC) für die Palestine Military Railways (PMR) vom Sultanat Ägypten aus parallel zur historischen Heer- und Handelsstraße Via Maris die Sinai-Bahn, deren Bahnhof Isdud Railway Station:31 (heute Aschdod – ʿAd Halom) am 17. November des Jahres den Güterverkehr aufnahm. Obwohl die Sinai-Bahn das auf einem Hügel (Tel Aschdod) gelegene Dorf Isdud an dessen Westseite nah passiert, entstand der Bahnhof gut zwei Kilometer nördlich in ebenem Gebiet zwischen Kilometer 140 und 141 nach der ab Haifa Mizrach zählenden Kilometrierung der Palestine Railways (PR).

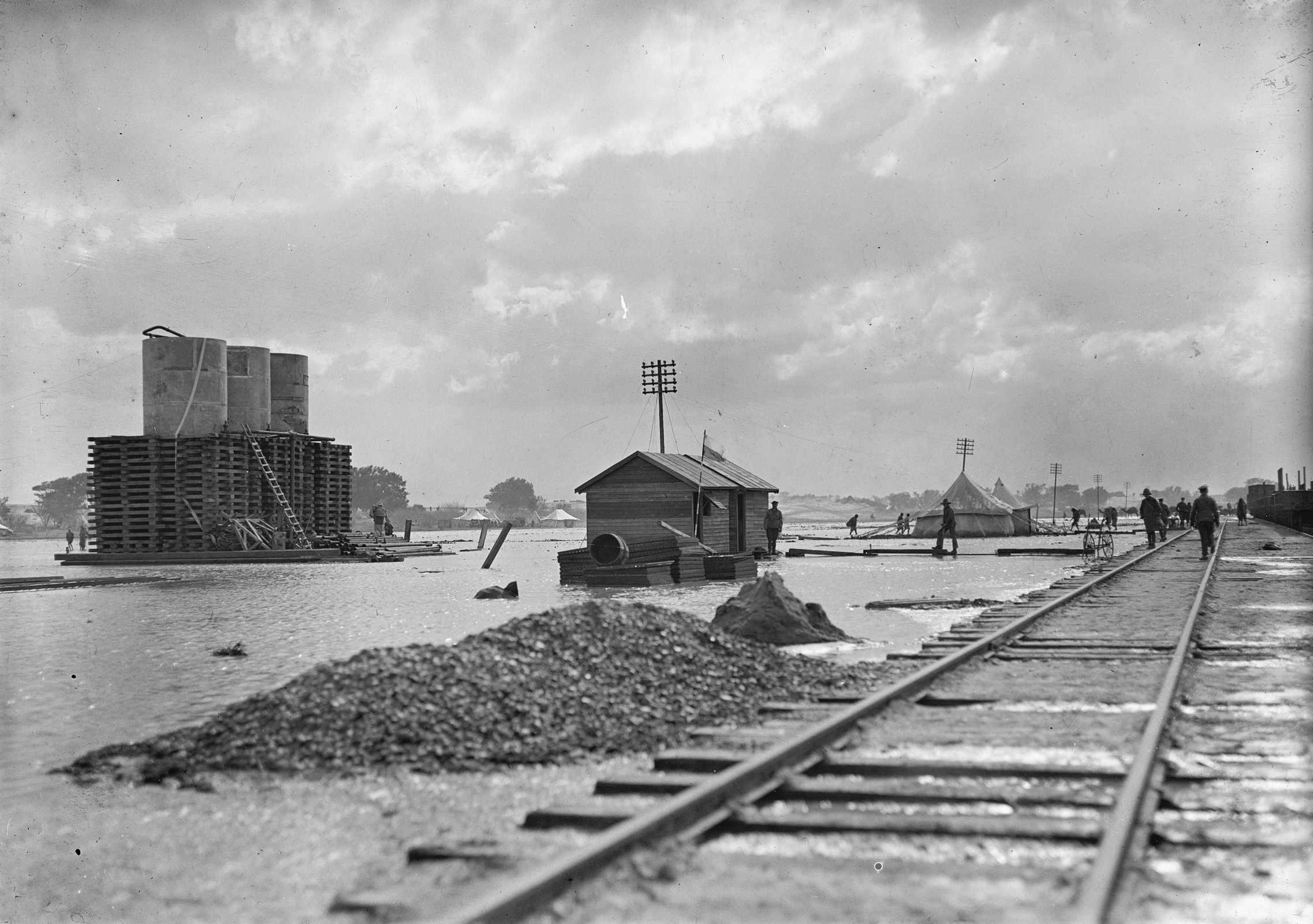
Der Bahnhof im Winter 1918 nach ergiebigem Regen

In den Jahren 1918 bis 1920 unter britischer Militärverwaltung wurden ehemals osmanische Gebiete zur neuen Region Palästina zusammengefasst, das in christlichen Kreisen Europas und Amerikas schon länger unter dieser vom Namen der römischen Provinz Syria Palaestina (deutsch philistäisches Syrien) abgeleiteten Bezeichnung Forschungsgegenstand war, die die siegreichen Römer nach Niederschlagung des jüdischen Bar-Kochba-Aufstandes gegen ihre römische Herrschaft in Judäa im Jahre 135 neu prägten, um ihre aufständische Provinz Iudaea und deren Namen als Herkunftsregion der Juden vergessen zu machen. Nach Übergabe des Bahnbetriebs an die zivilen Palestine Railways (PR) im Oktober 1920 nahmen diese am 1. November des Jahres den fahrplanmäßigen Reise- und Güterverkehr zwischen Ägypten und Lod auf. Der Bahnhof führte in den drei Amtssprachen des Mandatsgebiets Palästina die Namen hebräisch תַּחֲנַת הָרַכֶּבֶת אִסְדּוּד Tachanat ha-Rakkevet Isdūd, englisch Isdud [Railway] Station und arabisch محطة قطار إسدود, DMG Maḥaṭat qiṭār Isdūd.
Der Völkerbund erteilte Britannien erst 1922 das Völkerbundsmandat für Palästina, womit die Bezeichnung Palästina in der Neuzeit erstmals für dieses Gebiet amtlich wurde. Die Bestimmungen des Mandats beauftragten die zivile britische Mandatsverwaltung, das Heilige Land als jüdische Heimstatt und auf die Unabhängigkeit vorzubereiten. Unklar ließen die Mandatsbestimmungen des Völkerbunds, auf welche Weise dies geschehen solle, ethnische oder religiöse Zugehörigkeit sollten in Palästina weder Nach- noch Vorteile mit sich bringen. Entgegen den Bestimmungen trennten die Briten 1923 vom Mandatsgebiet dessen östlich des Flusses Jordan gelegenes Territorium als Transjordanien ab. Die britische Mandatsverwaltung Government of Palestine modernisierte das Land nach britischen Standards in Verwaltung, Justiz, Schulwesen und Wirtschaft. Jüdische Einwanderer trugen zu Aufbau und Aufschwung des Mandatsgebiets bei, was auch Beschäftigung für nichtjüdische Araber schuf, die aus dem ländlichen Raum in Städte wie Haifa, Jaffa und Jerusalem zogen und auch aus Ägypten und den Mandatsgebieten Mesopotamien (später Iraq), Libanon und Syrien sowie dem Emirat Transjordanien nach Palästina einwanderten.
Der damit einhergehende soziale und kulturelle Wandel wie die Urbanisierung von Landbewohnern im entstehenden neuzeitlichen Palästina führte zu Unmut unter arabischen nicht-jüdischen Einheimischen. Diesen äußerten sie auch in Gewalt gegen jüdische Palästinenser in Pogromen und ähnlichen antijüdischen Ausschreitungen (Unruhen von Jaffa 1921 gegen Juden aller Hintergründe, Massaker von Hebron (1929) an alteingesessenen Juden) und auch gegen die britische Mandatsmacht während des Großen Arabischen Aufstands in Palästina (1936–1939), seinerzeit größte Erhebung gegen eine britische Kolonialverwaltung, nicht jedoch gegen arabische Immigranten aus Nachbarländern, die oft als Ungelernte in das Arbeitsmarktsegment strebten, in dem sich sowieso schon viele arabische Palästinenser drängten.
Der arabischen Aufständischen, deren Anführer das Ende der Einwanderung von Juden verlangten, erwehrte sich die Mandatsmacht  vehement, sann aber auch darauf, die Lage zu beruhigen. Da die britische Mandatsmacht keine problematischen Reaktionen militanter jüdischer Palästinenser erwartete, begrenzte sie – gegen die Wünsche vieler jüdischer Palästinenser, die auf die Mandatsbestimmung hinsichtlich der Förderung einer jüdischen Heimstatt verwiesen – die jüdische Einwanderung drastisch, ließ aufgegriffene illegal eingewanderte Juden verhaften, internieren und nach Britisch-Zypern abschieben. Die an sich ebenfalls regelbasierte arabische Immigration kontrollierte die Mandatsmacht jedoch nicht und ließ illegale arabische Einwanderer unbehelligt.:214 Auch freien Landverkauf in Palästina verbot das Government of Palestine im Januar 1940 weitgehend mittels der novellierten Land Transfer Regulations. Wer jüdische Käufer für seinen Landverkauf wählte, musste sich in 63 bis 95 % des Mandatsgebietes andere Käufer suchen, auch wenn diese weniger böten oder gar nicht zu finden waren.
Im Zweiten Weltkrieg erhöhten sich Frachtaufkommen und Passagierzahlen der Bahn erheblich vor allem die Bewegungen von Militärpersonen und Kriegsmaterial. Palästinas moderne Industrie belieferte über die Sinai-Bahn britische Streitkräfte an der Nordafrikafront in Italienisch-Libyen oder ab dem Sueskanal weiter per Schiff zu Schauplätzen des Pazifikkrieges, per Jesreʾeltalbahn zur Niederschlagung des Militärputsches von Nazi-Sympathisanten im Irak 1941 oder per HBT-Linie in die französischen Mandatsgebiete Syrien und Libanon, um sie nach dem Syrisch-Libanesischen Feldzug dem Einfluss des Nazi-abhängigen Vichy-Regimes vorzuenthalten. Militärpersonen fuhren von Einsätzen per Sinai-Bahn zu Ausbildung, Erholung oder Genesung nach Palästina mit seinen Militärbasen, medizinischen und touristischen Einrichtungen modernsten Standards. Auf der eingleisigen Sinai-Bahn stockte der rege Betrieb, weshalb 1941 die PR 22 Abschnitte zweigleisig ausbauten, darunter auch am Bahnhof Isdud, wo Züge sich ausweichen konnten.:51

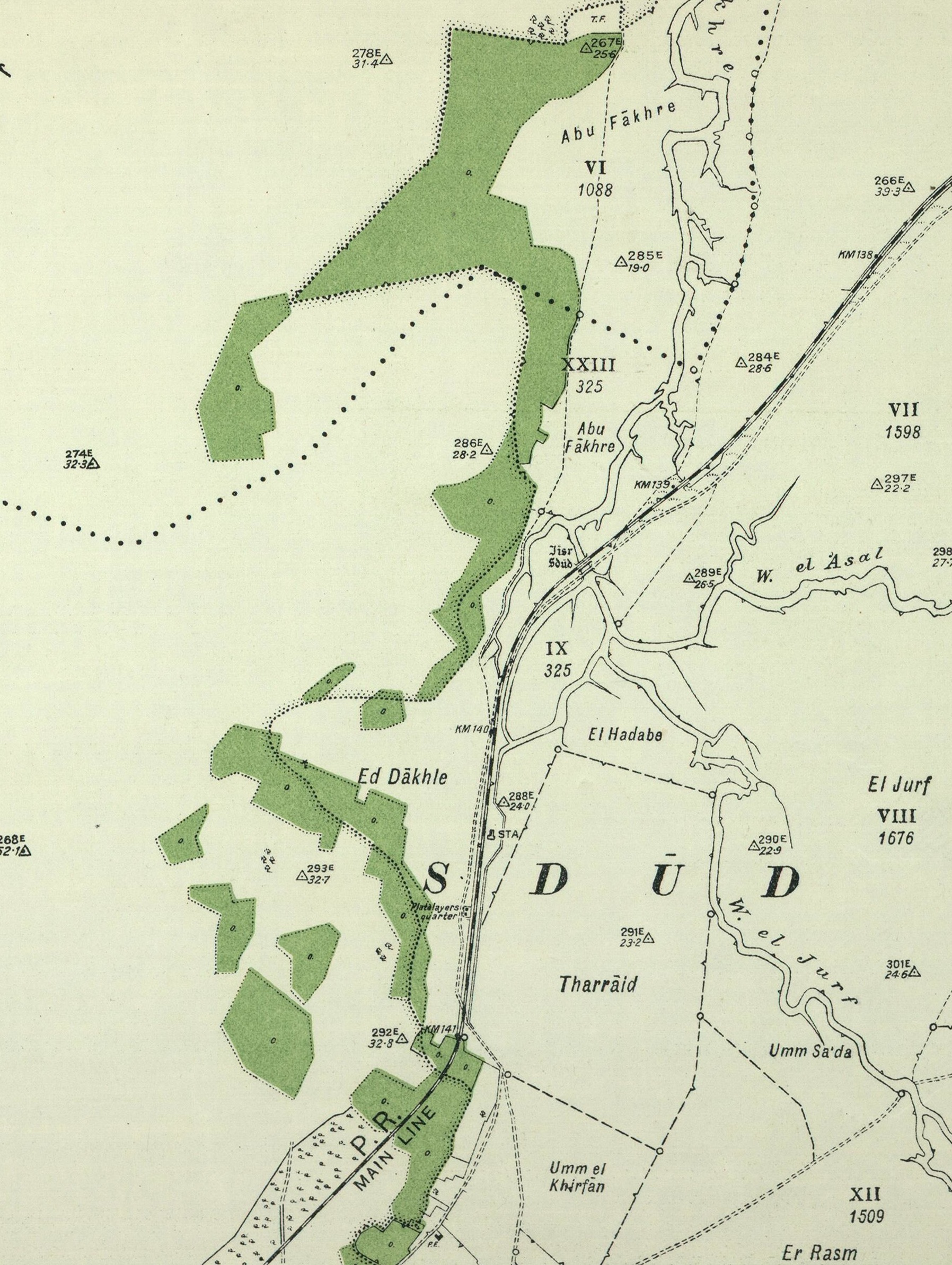
Bahnhof Isdud (zwischen S und D des Namens Sdud) und Brücken über den Nachal Lachisch (über der IX), dessen oberer Lauf hier als W.[adi] el-Jurf bezeichnet ist, 1930

Aus Reihen des Jischuvs, der jüdischen Palästinenser, deren viele den britischen Einsatz im Zweiten Weltkrieg so unterstützten, als gäbe es keine britischen Beschränkungen gegen Juden in Palästina, begann – entgegen der für die Dauer des Kriegs ausgerufenen Politik der Havlagah (hebräisch הַבְלָגָה ‚Zurückhaltung‘) –  die Irgun einen Aufstand, die Jüdische Insurrektion (1944–1947) gegen die Mandatsmacht.:118, Fußnote 461 Im Zuge dessen griffen am 2. April 1946 gegen 22 Uhr Irgunisten den Bahnhof an, töteten einen Palestine Policeman, verletzten weitere Personen und sprengten eine Lokomotive. Die Irgunisten überwältigten und entwaffneten die fünf überlebenden Wachleute, Bahnhof und Signalanlagen blieben beschädigt zurück.:99, Fußnote 377 In der gleichen Nacht verübte die Irgun sechs weitere Anschläge auf die Sinai-Bahn zwischen Isdud und Yibna, darunter nahe letzterer Stadt ein gesprengter Durchlass.:99 Die PR konnten auf der Strecke den Güterverkehr am 4. des Monats und Reisezüge am Folgetag wieder in Gang setzen.:99, Fußnote 377
Der Beschluss der UNO vom 29. November 1947, im Mai 1948 das Mandatsgebiet zu teilen, sah die Gründung eines arabischen und eines jüdischen Staates vor. Nach dem Teilungsplan der UNO sollte das Gebiet des heutigen Aschdod Teil des zu gründenden arabischen Staates sein. Sollte jedoch in Teilen Palästinas überhaupt ein Staat für Juden gegründet werden – neben einem für nichtjüdische Araber – kündigten die benachbarten Staaten Königreich Ägypten, Königreich Irak, Libanon, Saudi-Arabien, Syrien und Transjordanien – sämtlich Mitglieder der Arabischen Liga – die Invasionen ihrer Streitkräfte an. Im Vorlauf dieser angekündigten Invasionen mühten sich die nationalen Bewegungen im Lande – antizionistische überwiegend nichtjüdische einerseits und andererseits zionistische überwiegend jüdische Palästinenser – darum, auch mit Gewalt Positionen und Posten einzunehmen bzw. zu halten, die im bevorstehenden Krieg strategisch wichtig erschienen, was sich zum Bürgerkrieg zwischen arabischen und jüdischen Palästinensern auswuchs.
In Vollzug des bevorstehenden Endes ihres Mandats zog britisches Militär- und Amtspersonal sich schrittweise zurück, in den peripheren Teilen Palästinas beginnend. Mit dem Rückzug britischer bewaffneter Organe aus dem Negev und dem Tiefland Philistäas begannen südlich Lods vermehrt Überfälle auf Einrichtungen der Palestine Railways (PR).:258 Am 15. Januar 1948 räumten arabische Plünderer einen Güterwaggon am Bahnhof Isdud aus, am 24. des Monats demontierten Unbekannte acht hölzerne Fenster eines Nebengebäudes und zwei Tage später raubte eine Bande das Empfangsgebäude aus.:253seq. Das Eisenbahn-Attentat von Rechovot am 29. Februar 1948 unterbrach den Verkehr auf der Sinai-Bahn. Vom 15. bis 25. April legte noch ein Eisenbahnerstreik um höhere Saläre den Betrieb lahm, ausgenommen Güterzüge mit Lebensmitteln und Brennstoff.:101seq.
Ab 26. März des Jahres blockierten arabische Milizen die Wege südlich Yibnas für jüdische Reisende und ihre Transporte von und zu vielen vereinzelt gelegenen jüdischen Ortschaften inmitten vorwiegend arabischer Siedlungsräume oder sonst entlegenen jüdischen Orten. Zunächst schickte die Hagannah bewaffnete Konvois zu den Orten, schließlich entsandte sie die Givʿati-Brigade im Rahmen der Operation Baraq (hebräisch מִבְצַע בָּרָק Mivza Baraq; 4.–15. Mai 1948) zum Entsatz der abgeschnittenen jüdischen Ortschaften. In Abwehr der befürchteten ägyptischen Invasion beauftragte Jiggaʾel Jadin, stellvertretender Generalstabschef der Hagannah, der ohnehin in der Gegend operierenden Givʿati-Brigade die damals Dschisr Isdud genannte Brücke über den Wadi Fachira im Verlauf der historischen Heer- und Handelsstraße Via Maris am 12. Mai 1948 zu sprengen. Die daneben stehende Sinai-Bahnbrücke blieb unberührt, da sie mit ihrem einen Gleis für Panzerfahrzeuge zu schmal war. Am Folgetag passierte letztmals ein Zug der PR mit aus Mandats-Palästina abziehenden Briten den Bahnhof gen Ägypten.
Am Vorabend des Schabbat, den 14. Mai 1948, an welchem das britische Mandat um Mitternacht auslief, verlas im bereits von Briten geräumten Tel Aviv David Ben-Gurion die Erklärung der Unabhängigkeit Israels, die der Volksrat (hebräisch מוֹעֶצֶת הָעָם Mōʿetzet haʿAm; Übergangsparlament jüdischer Palästinenser mit Vertretern aller in der Repräsentantenversammlung des Jischuvs vertretenen Parteien) früher am Tage beschlossen hatte. Am Sonnabend, den 15. Mai 1948, überschritt die ägyptische Armee bei Rafah die Grenze und marschierte zunächst in palästinensisches Gebiet ein, das laut UN-Teilungsplan zum arabischen Staat gehören sollte, den auszurufen aber niemand die Initiative ergriff.
Die ägyptische Streitmacht kämpfte sich entlang der Via Maris durch mehrere unerwartet langwierige Gefechte um kleine israelische Ortschaften vor, die sämtlich am Ende unterlagen. Am 28. Mai, an welchem Tag die der transjordanischen Arabischen Legion unterlegenen Israelis das Jüdische Viertel in Jerusalems Altstadt räumen mussten, passierten ägyptische Streitkräfte unter Muhammad Nagib Nizzanim, aus dem Beobachter der Hagannah eine Kolonne von etwa 1.300 Panzern, gepanzerten Fahrzeugen und schweren Geschützen meldeten. Tags darauf erreichten die ägyptischen Streitkräfte das Dorf Isdud (arabisch إسدود) und nahmen gut zwei Kilometer nördlich davon den Bahnhof Isdud ein, bevor sie mit 500 gepanzerten Fahrzeugen und 2.500 Soldaten noch einen Kilometer weiter am gesprengten Dschisr Isdud über den Nachal Lachisch zum Halten kamen.

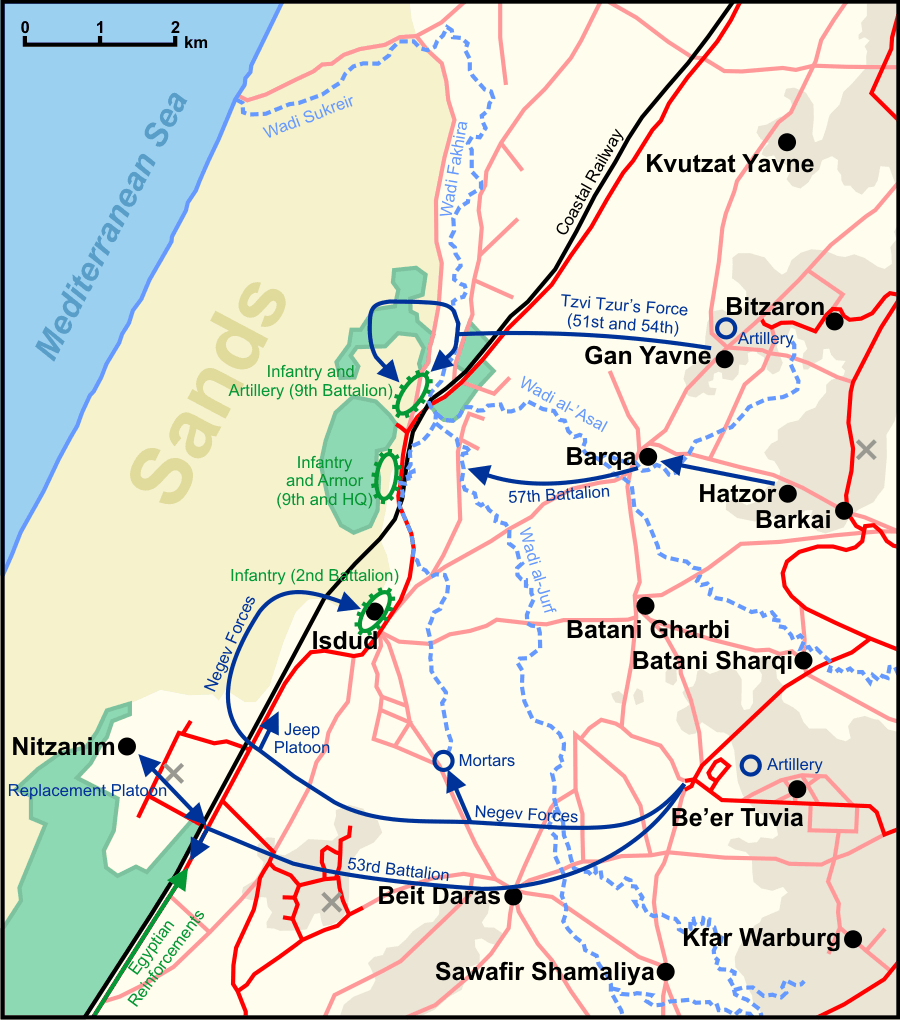
Vorstöße Israels im Zuge der gescheiterten Operation Philistäa in ʿAd Halom an den Brücken, am Bahnhof und in Isdud sowie zum Entsatz Nizzanims

Der erste Einsatz der israelischen Luftwaffe am 29. Mai des Jahres stoppte die Ägypter südlich am Fluss,:130 während Israelis das Nordufer einnahmen, beide sich dann gegenseitig belauerten und letztere gelegentlich erfolglose Ausfälle aufs Südufer unternahmen. Brigadegeneral Nagib richtete im Bahnhof sein Hauptquartier ein. Bis Tel Aviv waren es nur 35 Kilometer. Der Vorstoß zielte darauf, die israelisch gehaltenen Gebiete in der Schfelah zu durchtrennen, wo Ägypter von Süden und Transjordanier von Norden kommend sich treffen würden.:31 Damit hätten beide Streitkräfte die Verbindung zwischen dem Raum Tel Aviv, der Ebene Scharon und dem Norden in israelischer Hand und dem belagerten, israelisch gehaltenen Teilen Jerusalems abgeschnitten.:31
In der Nacht vom 2. auf den 3. Juni begann die Givʿati-Brigade die israelische Operation Philistäa (hebräisch מבצע פְלֶשֶׁת Mivza Pleschet) und versuchte, letztlich vergebens, die ägyptische Feldbefestigung am Dschisr Isdud, den Bahnhof und das Dorf Isdud einzunehmen sowie das belagerte Nizzanim zu entsetzen. In der Nacht vom 7. auf den 8. Juni des Jahres starteten 1.300 Soldaten von Givʿati- und Negev-Brigade zusammen einen weiteren Angriff auf die Stellungen im heutigen ʿAd Halom, wobei sie auch das Dorf Isdud zwar eroberten aber nicht halten konnten, an Brücken und Bahnhof aber scheiterten. Unter israelischem Beschuss explodierte ein Treibstofftank in der Nähe des Bahnhofs. Die Ägypter hielten stand bis zur anderwärts siegreichen israelischen Operation Joʾav (hebräisch מִבְצַע יוֹאָב Mivza Jōʾav; 15.–22. Oktober 1948), worauf Nagib die ägyptische Streitmacht Richtung Ġazzah zurückzog. Das israelische Militär Zahal nahm ʿAd Halom erst am 27. Oktober des Jahres ein.
Nach der Staatsgründung 1948 diente der israelische Abschnitt der Sinai-Bahn vorwiegend dem Schienengüterverkehr, der ab Juli 1948 südlich zunächst nur bis Rechovot reichte. Eingewanderte geflüchtete Marokkaner, die schon ab November 1956 am Ort in Notunterkünften (hebräisch מַעְבָּרוֹת Maʿabbarōt) kampierten,:34 und geflüchtete Ägypter gründeten 1957 Aschdod direkt in den Dünen am Mittelmeer. Der Weg von dieser neuen Ortschaft bis zum Bahnhof von 1917 maß 5,2 Kilometer. Dennoch blieb der Bahnhof an seinem Ursprung. Obwohl die israelischen Anliegergemeinden der Sinai-Bahn über die Jahre mehrfach regelmäßige Reisezugverbindungen forderten, blieb es bei sporadischem Verkehr wie beim landesweiten Busstreik 1956 zwischen Bahnhof Jad Mordechai und Bahnhof Tel Aviv.
Von April 1961 bis November 1965 ließ Israels Regierung den Hafen von Aschdod anlegen, der zunächst vor allem dem Export von Massengut diente, wie Mineralien (Kali, Brom und Magnesium) aus der Gewinnung der Mifʿalei Jam haMelach in Sodom und Phosphat aus dem Abbau in Oron, das mit Güterzügen im Hafen ankommt. Dieser erhielt im November 1961 einen Anschluss zur Sinai-Bahn im Bereich des Bahnknotens Zomet Pleschet (hebräisch צֹמֶת פְלֶשֶׁת). Doch auch in der Containerschifffahrt avancierte Aschdod zu einem wichtigen Hafen.

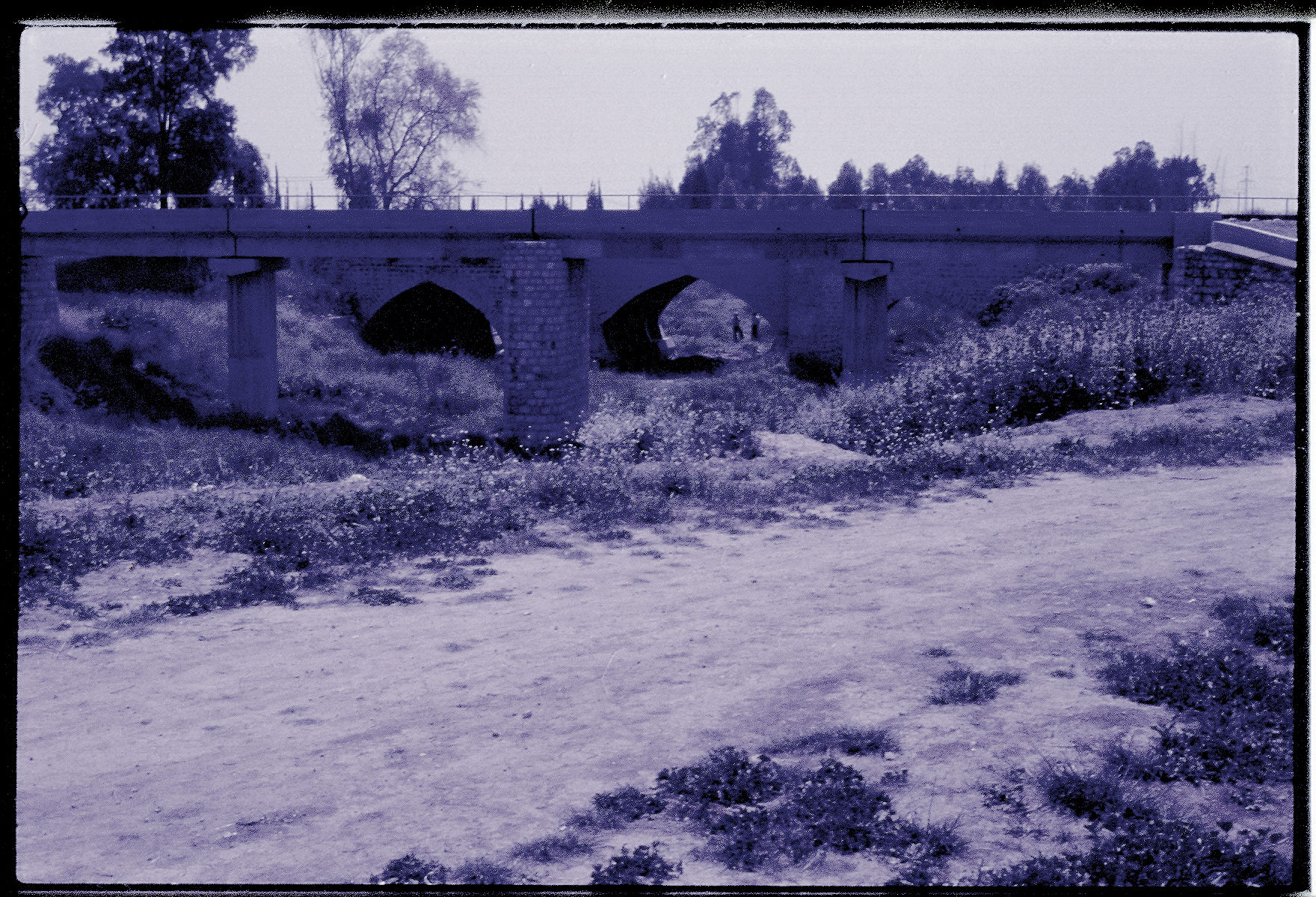
Eingleisige Bahnbrücke auf Beton- und Mauerpfeilern über den Nachal Lachisch vor Straßenbrücke Gescher ʿAd Halom, 1982

Von der Südbahn der Hauptlinie baute die Rakkevet Israel die Cheletz-Bahn als abkürzende Querverbindung für den Massenguttransport von Oron und Sodom zum Hafen Aschdods, die im November 1982 in Betrieb ging. Die Cheletz-Bahn erreicht die Sinai-Bahn 19 Kilometer südlich Aschdods bei Mavqiʿim, auf diesem Abschnitt bis zum Hafen besteht seither reger Güterverkehr. Es blieb Idee, am Hafen Aschdod Mitte der 1960er Jahre auch einen Personenbahnhof anzulegen, ohnehin bestand zu dieser Zeit kein Reisezugverkehr auf dem israelischen Abschnitt der Sinai-Bahn.
Im November 1972 richtete die Rakkevet Israel (RI) eine Pendlerverbindung zwischen Ġazzah und dem Bahnhof Tel Aviv Darom ein mit Halten in Aschqelon, Aschdod, Rechovot auf der Sinai-Bahn sowie Lod und Kfar ChaBa"D auf der Bahnstrecke Jaffa–Jerusalem (J&J-Linie). Diese Verbindung bestand bis 5. Oktober 1973, Erev Jom Kippur. An Jom Kippur 1973, wie alle Jahr, ruhte alles öffentliche Leben inklusive Verkehr in Israel, zu welcher Gelegenheit seine Feinde es im Jom-Kippur-Krieg überfielen. Im Krieg spielte der Güterverkehr auf der Sinai-Bahn eine wichtige Rolle beim Nachschub in der israelischen Defensive wie danach bei der Demobilisierung. Der ohnehin defizitäre Pendlerverkehr Ġazzah–Tel Aviv wurde im Rahmen neuer Sicherheitserwägungen nach dem Krieg nicht wieder aufgenommen.
Überbordender Individualverkehr auf begrenztem Straßenraum im Ballungsgebiet Gusch Dan bewog die Regierung 1986, die Rakkevet Israel (RI) auf den Bahnstrecken des Großraums (J&J-Linie, Jarqonbahn, Küstenbahn der Hauptlinie, Ostbahn und Sinai-Bahn) Vorortlinien planen zu lassen. Zwischen Tel Aviv Darom und Rechovot nahm die Rakkevet Israel 1990 einen Regionalzugdienst auf, den sie 1992 mit Halt in Aschdod bis Aschqelon verlängerte. Die Rakkevet Israel stellte die Verbindung jedoch nach einem Jahr auf Grund geringer Fahrgastzahl (nur 2.700 Passagiere im Monat) wieder ein.
Seit Eröffnung der Bahnstrecke im Ajjalonkorridor (hebräisch פְּרוֹזְדּוֹר אַיָּלוֹן Prōsdōr Ajjalōn), am 31. Januar 1993, die Küstenbahn und J&J-Linie verbindet, wird Tel Aviv Darom nicht mehr im Personenverkehr bedient und die Regionalzüge aus und nach Aschqelon via Aschdod endeten bzw. begannen im Norden am Bahnhof Tel Aviv Savidor Merkaz, inzwischen reichen sie nördlich bis Binjaminah oder Herzliah. Im März 1999 erhöhte die RI die Zahl der Züge pro Tag auf acht je Richtung. In den 1990er Jahren wuchsen die Wohnviertel mit dem Rova Ṭeit (רוֹבַע ט' ‚Viertel 9‘) bis auf 1.000 Meter an den Bahnhof ʿAd Halom heran.

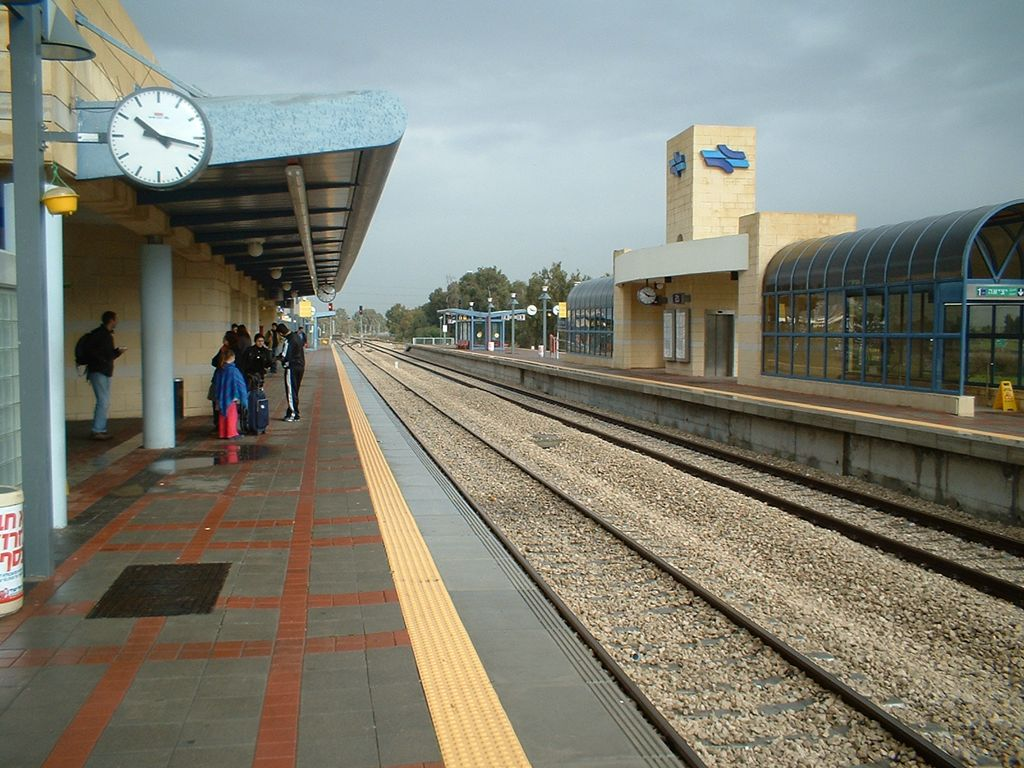
Blick 2006 von Gleis 1 hinüber zum Inselbahnsteig der Gleise 2 und 3 mit Turm der Aufzugsanlage zum Personentunnel

Auf Grund der Beliebtheit der Verbindung, entschied die RI, die Sinai-Bahn zu modernisieren. Zuerst baute sie zwischen 1999 und 2001 den Abschnitt Lod–Rechovot zweigleisig aus und erneuerte auch den Bahnhof Rechovot, bevor sie 2000 beschloss, sich den Abschnitt vom Bahnknoten Zomet Pleschet bis Aschdod vorzunehmen. Im Jahre 2002 folgten die Ausschreibungen und im Jahr darauf begannen die Arbeiten. Dabei war der Bahnhof Aschdod vollständig zu erneuern. Zvi Zilker (צְבִי צִילְקֶר; 1933–2021), aus Güstrow gebürtiger Bürgermeister Aschdods, kündigte im Januar 2003 an, einen Plan für eine Stichbahn vom Bahnhof ʿAd Halom zu einem neuen Bahnhof im Stadtzentrum entwerfen zu lassen. Der später präsentierte Plan wurde jedoch nicht verwirklicht, nachdem der modernisierte Bahnhof ʿAd Halom Anfang 2003 eröffnet hatte. Im April 2005 wurde das neue Empfangsgebäude in Aschqelon eingeweiht, womit der Personenverkehr über Aschdod hinaus dorthin verlängert wurde. Mit dem Abzug der israelischen Besatzung aus dem Gazastreifen im August 2005 endeten und begannen auf dem israelischen Abschnitt der Sinai-Bahn auch Güterzüge in Aschqelon.

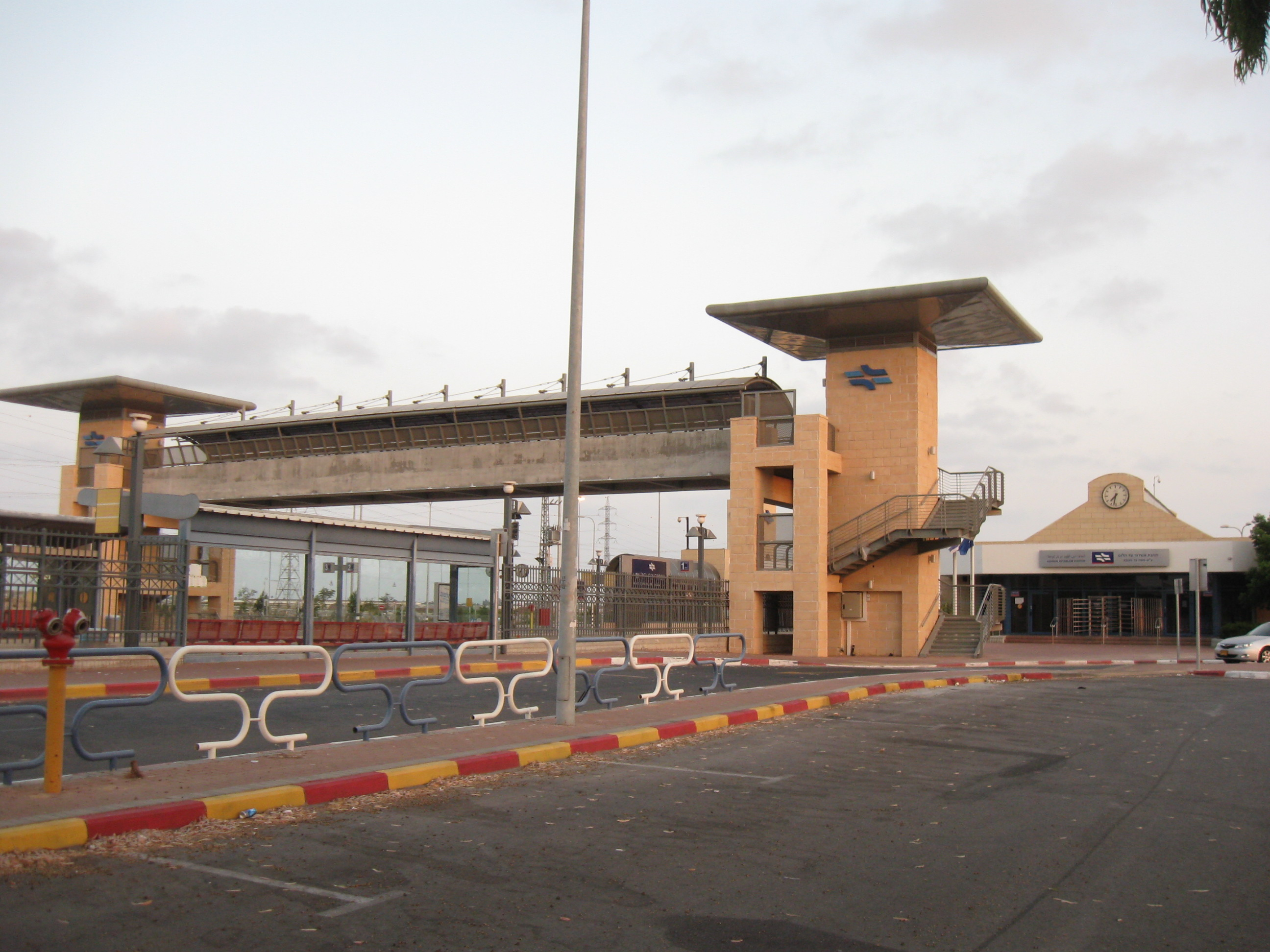
Passerelle über die Bahnanlagen mit Empfangsgebäude, 2010

In den Jahren 2008/2009 wurde der Bahnübergang nördlich des Bahnhofs durch die kreuzungsfreie Anschlussstelle Mechlaf ʿAd Halom ersetzt, was eine weiträumige Umgestaltung der Straßenverkehrsanlagen einschloss. Im Genehmigungsverfahren lehnte Bürgermeister Aharon Dror für Gan Javneh den vorgeschlagenen Plan ab, da die neue Verkehrsführung den Weg zwischen diesem und dem Bahnhof Aschdod – ʿAd Halom um etwa drei Kilometer verlängerte. Der Plan wurde dahingehend geändert, dass der Weg nur noch 1,6 Kilometer länger ausfällt und zusätzlich zur westlichen Vorfahrt der Bahnhof noch einen Vorplatz an seiner Ostseite erhielt, der den kurzen Weg zu dem Industriegebiet ʿAd Halom und südlich gelegenen Ortschaften herstellt. Da Sicherheitskontrollen nur am westlichen Haupteingang bestehen, verbindet eine Fußgängerbrücke über die Bahnhofsanlage nun beide Vorplätze.

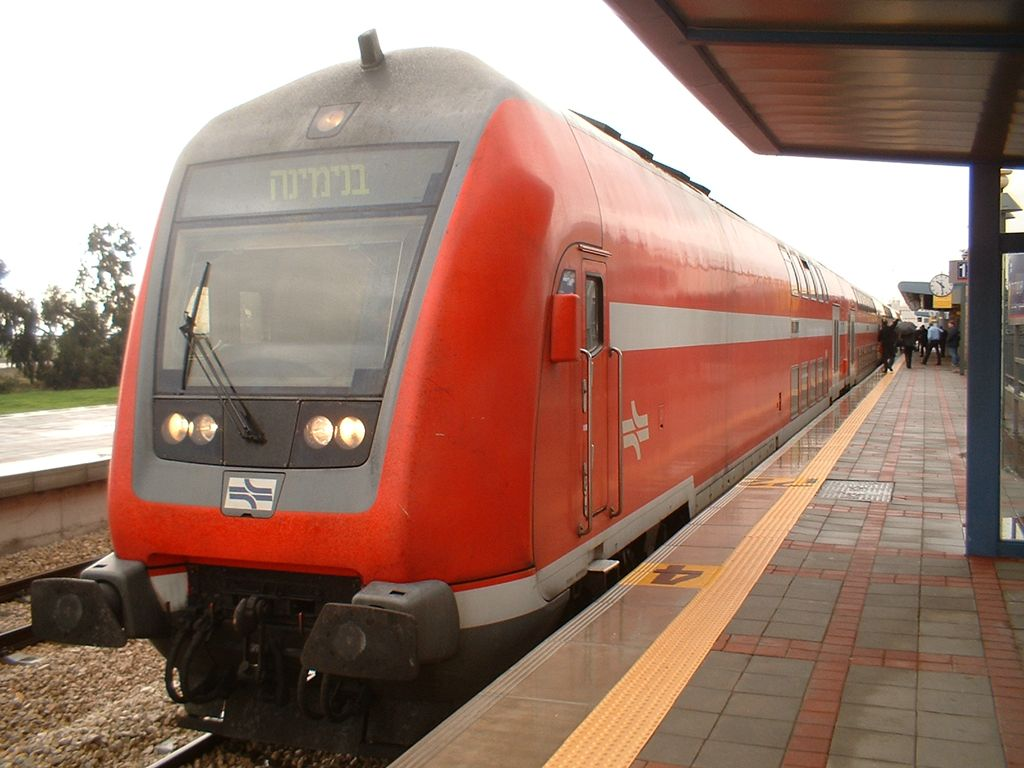
Bombardier Doppeldecker in Aschdod, 2006

Nach Schluss der letzten Lücke auf der kürzeren, neu erbauten Bahnstrecke Tel Aviv–Pleschet zwischen Bahnhof Javneh Maʿarav und der Zomet Pleschet 2012 richtete die Rakkevet Israel ab 4. August 2013 über diese neue Route Verbindungen zwischen Aschqelon via Aschdod und Tel Aviv ein, was die Fahrtzeit von 45 Minuten (via Lod) auf etwa 35 Minuten (via Bat Jam) verkürzte. Die 2015 eröffnete Westliche Negevbahn Aschqelon–Beʾer Scheva zweigt südlich Aschqelons von der Sinai-Bahn ab und schuf eine neue Verbindung durch die Wüste Negev zur südisraelischen Metropole Beʾer Scheva. Im Karree zwischen Rova Ṭeit und Bahnhof eröffnete 2015 das Modezentrum BIG Fashion Aschdod (hebräisch בִּיג פָאשְׁן אַשְׁדּוֹד) mit 26.000 m² Geschäftsfläche, dem die Sektion Europa des International Council of Shopping Centers (ICSC) im April 2016 einen Ehrenpreis zuerkannte.:137 Damit rückte die Stadt noch näher an den Bahnhof.
Die spanische Firma Sociedad Española de Montajes Industriales (SEMI) begann Mitte 2020 die Strecken Tel Aviv–Pleschet und das südliche Ende des israelischen Abschnitts der Sinai-Bahn bis Januar 2021 mittels Oberleitungen zu elektrifizieren (Wechselspannung von 25.000 Volt bei einer Frequenz von 50 Hertz), wobei der zur Eindämmung COVIDs eingestellte Bahnbetrieb den Fortgang der Arbeiten beschleunigte, so dass die RI ab 25. Dezember 2021 diese Vorortlinie auf elektrischen Zugantrieb umstellen konnte. Dazu gehören Bomardier-Doppelstockzüge gezogen von Bombardier-Traxx-Lokomotiven sowie Siemens-Desiro-Triebwagen.

## Empfangsgebäude

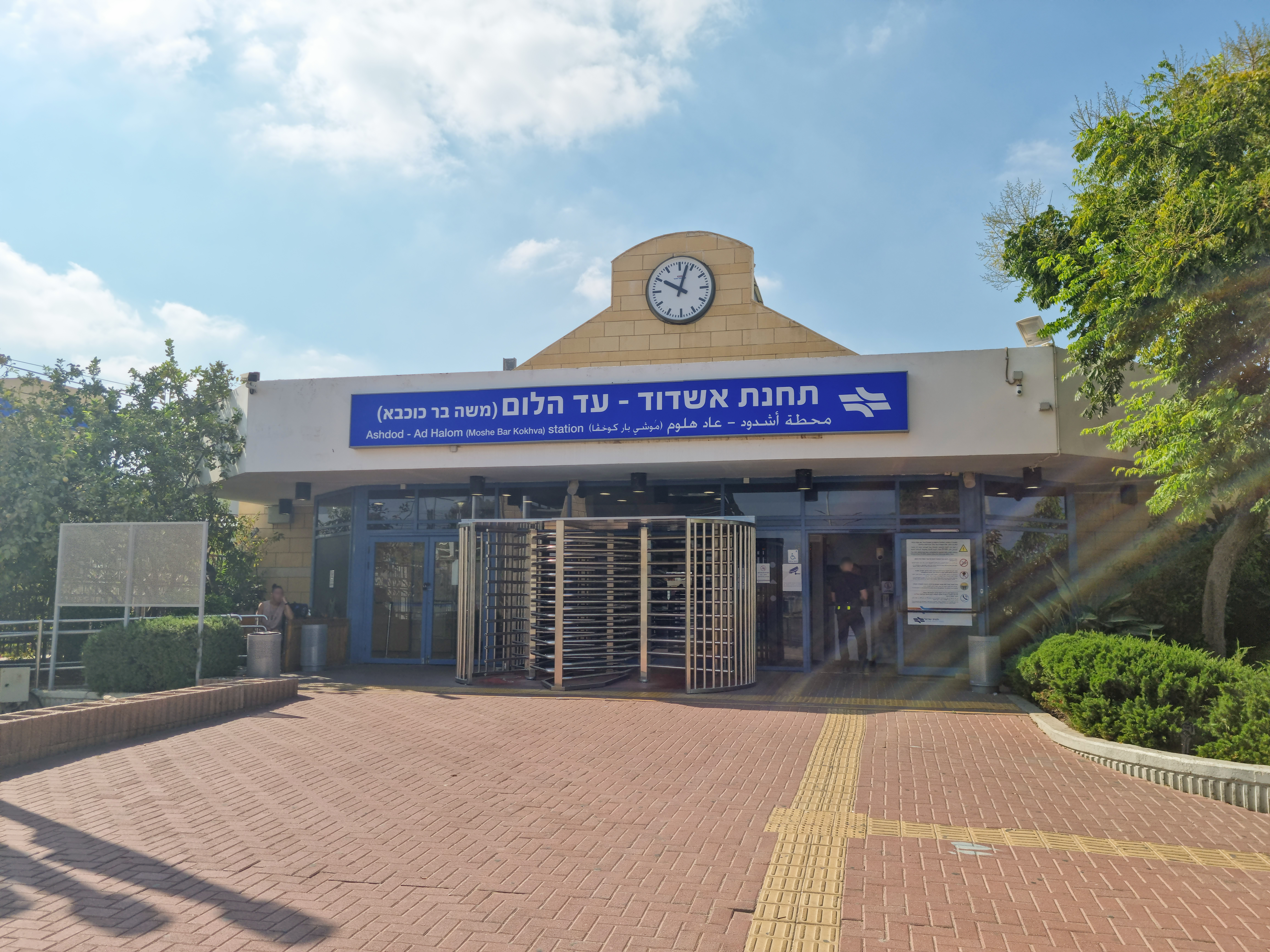
Eingang zum Empfangsgebäude, 2023

Das neue Empfangsgebäude des Bahnhofs Aschdod – ʿAd Halom öffnete am 15. September 2003 seine Pforten. Es entstand im Zuge der Modernisierung des Streckenabschnitts der Sinai-Bahn zwischen Bahnknoten Zomet Pleschet und Aschdod. Das Empfangsgebäude verfügt über eine klimatisierte Halle, einen Kiosk mit Erfrischungen, eine Cafeteria und Fahrkartenschalter.
Das Empfangsgebäude, mit dem einzigen öffentlichen Zugang zum Bahnhof steht an der Westseite der Sinai-Bahn. Eine Fußgängerbrücke überspannt alle vier Gleise und verbindet den westlichen und den östlichen Vorplatz des Bahnhofs. Züge halten auf drei Gleisen am westlichen Seitenbahnsteig und dem Mittelbahnsteig, die durch einen Personentunnel verbunden sind. Das östliche, vierte Gleise dient allein Überholvorgängen. Im April 2005 wurde der Bahnhof in Aschqelon eingeweiht und der Reisezugverkehr zwischen Aschdod und Aschqelon wiederaufgenommen.

## Verbindungen

Schema des Bahnhofs mit vier Gleisen (schwarz), Bahnsteigen 1, 2 und 3 (grün), nördlicher Passarelle und südlichem Personentunnel (beige) sowie Empfangsgebäude (aubergine)

Von Mitte Mai bis Oktober 1948 im Krieg um Israels Unabhängigkeit unterbrachen Kämpfe an verschiedenen Stellen der Sinai-Bahn den Bahnverkehr. Die Rakkevet Israel übernahm dann den beschädigten Bahnhof und nach Reparaturen 1950 nahm sie zunächst den Güterverkehr wieder auf. Reisezugverkehr dagegen fand nur kursorisch statt, wie 1956 während eines landesweiten Busstreiks, mit Pendlerzügen zwischen Ġazzah und Tel Aviv Darom von November 1972 bis Oktober 1973, dann wieder in verkürzter Linie zwischen Aschqelon und Tel Aviv Darom von Juni 1992:36seq. bis September 1993.
Ununterbrochen verkehren Reisezüge wieder seit Juni 1995. Am östlichen Stadtrand Aschdods gelegen verbinden den Bahnhof ʿAd Halom zwei Buslinien mit dem ZOB Aschdod bzw. der Aschdod Marina im Kerngebiet der Stadt. Neue Bahnverbindungen plant der Unterbezirk Aschqelon (hebräisch נְפַת אַשְׁקְלוֹן Nfat Aschqelōn, arabisch قضاء عَسْقَلَان Qaḍāʾ ʿAsqalān), zu dem auch Aschdod gehört, der ein Schnellbahnnetz mit drei Linien zwischen Qirjat Gat und Aschqelon, zwischen diesem und Aschdod (Rote Schnelllinie) und letzterem wiederum und Rechovot (Grüne Schnelllinie) einrichten wird. Im Jahr 2020 gab Israels Verkehrsministerium bekannt, dass der Plan voraussichtlich bis 2040 umgesetzt sein soll. Am Bahnhof Aschdod – ʿAd Halom sollen Reisende ab 2040 zwischen der Fernbahn sowie Grüner und Roter Schnelllinie umsteigen können.
In Vorbereitung darauf einigten sich im Juli 2023 die Stadt Aschdod, die israelische Bodenverwaltung und das Modezentrum BIG Fashion Aschdod darauf, dessen gebührenpflichtigen in einen kostenlosen Parkplatz für Bahnreisende zu wandeln. Auch Baugrundstücke für einen Einzelhandelskomplex eines schwedischen Möbelhauses mit geplanten Verkaufsflächen auf drei Etagen und einer Dachfläche von etwa 15.000 Quadratmetern stellte der städtische Bauausschuss in Aussicht. Im November 2023 äußerte der Bezirkliche Ausschuss für Planung und Bau (Südbezirk) seinen Widerstand gegen den Plan von Aschdods Bauausschuss, Bauflächen für mehr Parkplätze in Nähe des Bahnhofs zu reduzieren. Ferner widerspricht der Bezirksausschuss den städtischen Plänen, ein für einen High-Tech-Park vorgehaltenes Gewerbegelände nahe dem Hospital für einen bloßen Einzelhandelsstandort eines Möbelhauses umzuwidmen.
Im Jahre 2019 zählte der Bahnhof Aschdod – ʿAd Halom 3.765.864 Reisende und rangierte damit auf Platz 8 unter den damals 68 israelischen Bahnhöfen. Mit Stand August 2020 ist der Bahnhof Aschdod – ʿAd Halom morgens zwischen 7 und 8 Uhr der verkehrsreichste Bahnhof im Mischor Pleschet (Tiefland Philistäas) noch vor den Bahnhöfen Javneh Maʿarav und Qirjat Gat. An einem so frequentierten Verkehrsknoten verbieten sich extensive Nutzungen wie erweiterte Parkplätze und niedrig, aber horizontal flächig erbaute Einzelhandelskomplexe, wie in der städtischen Planung vorgesehen, sie sind nach Ansicht des Bezirksausschusses eine Verschwendung der Ressource Boden für ein privates Handelsunternehmen, das wegen seiner sperrigen Ware zudem viel Autoverkehr anzieht. Der Bezirksausschuss empfahl zur urbanen Erschließung der Umgebung des Bahnhofs Gebäude mit 25 Stockwerken, in denen Raum für Wohnungen, Büros und Einzelhandelsflächen sowie die Halte der geplanten Schnellbahnen kombiniert werden, so dass vielen bequemer, schneller Zugang zum Bahnhof gegeben wird.
Der Bahnhof wird einer der südlichen Ausgangspunkte des südisraelischen Intercity-Netzes von Radwanderwegen namens Ofnidarom (אוֹפְנִידָּרוֹם). Vom östlichen Vorplatz geht es auf einem Radweg nordwärts zwischen Sinai-Bahn und dem Kvisch , wo nach 900 Meter die pittoreske, 700 Jahre alte denkmalgeschützte Bogenbrücke Gescher ʿAd Halom erreicht wird.
| Linie / Endstationen                                                                         | Verlauf |
| -------------------------------------------------------------------------------------------- | --- |
| Rote Linie (1) der RI:                                                                       | Strecken (Sinai-Bahn, Strecke Tel Aviv–Pleschet, Hauptlinie, Jarqonbahn, Ostbahn, Scharonbahn) und Bahnhöfe |
| Aschqelon – Herzlia über die Lulʾat haScharon (Jarqonbahn–Rosch haʿAjin – Zafon–Scharonbahn) | Aschqelon • Aschdod – ʿAd Halom • Javneh – Maʿarav • Rischon LeZion – Moscheh Dajjan • Bat Jam – Qomemijjut • Bat Jam – Josephthal • Cholon – Wolfson • Zomet Cholon • Tel Aviv – haHagannah • Tel Aviv – haSchalom • Tel Aviv – Savidor Merkaz • Tel Aviv – Universsitah • Bnei Braq • Petach Tiqwah – Qirjat Arieh • Petach Tiqwah – Sgullah • Rosch haʿAjin – Zafon • Kfar Saba – Nordau • Hod haScharon – Sokolow • Raʿanannah – Darom • Raʿanannah – Maʿarav • Herzlia |
| Ultramarine Linie (2) der RI:                                                                | Strecken (Hauptlinie, West-Negev-Bahn, Sinai-Bahn, J&J-Linie) und Bahnhöfe |
| Beʾer Scheva – Binjaminah                                                                    | Beʾer Scheva – Merkaz • Beʾer Scheva – Zafon / Universsitah • Ofaqim • Netivot • Sderot • Aschqelon • Aschdod – ʿAd Halom • Javneh – Mizrach • Rechovot • Beʾer Jaʿaqov • Lod • Lod – Gannei Aviv • Kfar ChaBa"D • Tel Aviv – haHagannah – Tel Aviv – haSchalom • Tel Aviv – Savidor Merkaz • Tel Aviv – Universsitah • Herzlia • Beit Jehoschuʿa • Netanjah – Sappir • Netanjah • Chaderah – Maʿarav • Caesareia–Pardes Channah • Binjaminah                               |